# Nessadiou
Nessadiou est un quartier de la commune de Bourail dans la Province Sud de Nouvelle-Calédonie.

## Géographie
Nessadiou se trouve aux abords de la Route territoriale 1, bordé par la Baie de Nessadiou où se jette la rivière du même nom : La Nessadiou.
Cette baie n'est pas composée de plage de sable blanc comme celle de Poé mais d'une forêt de mangrove. Elle est entourée par les pointes Vidoire et Bellenguez.

## Histoire
En Nouvelle-Calédonie, les descendants de transportés, déportés ou relégués en provenance du Maghreb sont désignés sous le terme générique d’Arabes.
Ils sont en grande majorité originaires d’Algérie. Entre 1867 et 1869, 200 transportés condamnés aux travaux forcés séjournent à l'île des Pins, Ducos et Nessadiou. Une centaine de Kabyles sont déportés en 1873 à l'île des Pins. De 1887 à 1897, 1 200 condamnés, pour la plupart algériens, sont envoyés en Nouvelle-Calédonie. La communauté la plus importante se concentre à Nessadiou. Lors de l'amnistie de 1895, rares sont ceux qui restent dans la colonie. À cette date, 5 anciens déportés arabes sont recensés à Bourail, dont 3 installés à Nessadiou.
La création du cimetière musulman de Nessadiou en 1896, va entraîner un regroupement « Arabe » dans cette vallée. Aucune épouse n’étant autorisée à rejoindre son mari, les « Arabes » se marient avec des femmes d’origine européenne et ces unions sont à l’origine de la communauté arabe calédonienne. Après la fermeture du bagne en 1922, les Arabes obtiennent rarement une concession et vivent dans des conditions précaires, comme bien d'autres libérés.
Le 11 janvier 1926, le cargo mixte El Kantara débarque à Nouméa le premier contingent de l'émigration nordiste, 86 membres de la Coopérative mutuelle de colonisation Néo-calédonienne d'Armentières. Ils s'installent difficilement dans la région de la Haute-Néssadiou, au kilomètre 21 (depuis Téremba).

## Lieux et monuments
- Vélodrome ou Anneau de vitesse Lucien Pinsat construit en 1999
- Cimetière néo-zélandais de Nessadiou
- Cimetière des Arabes de Nessadiou
- Centre culturel islamique
- Maison de l’environnement

### Galerie

Quelques vues de Nessadiou
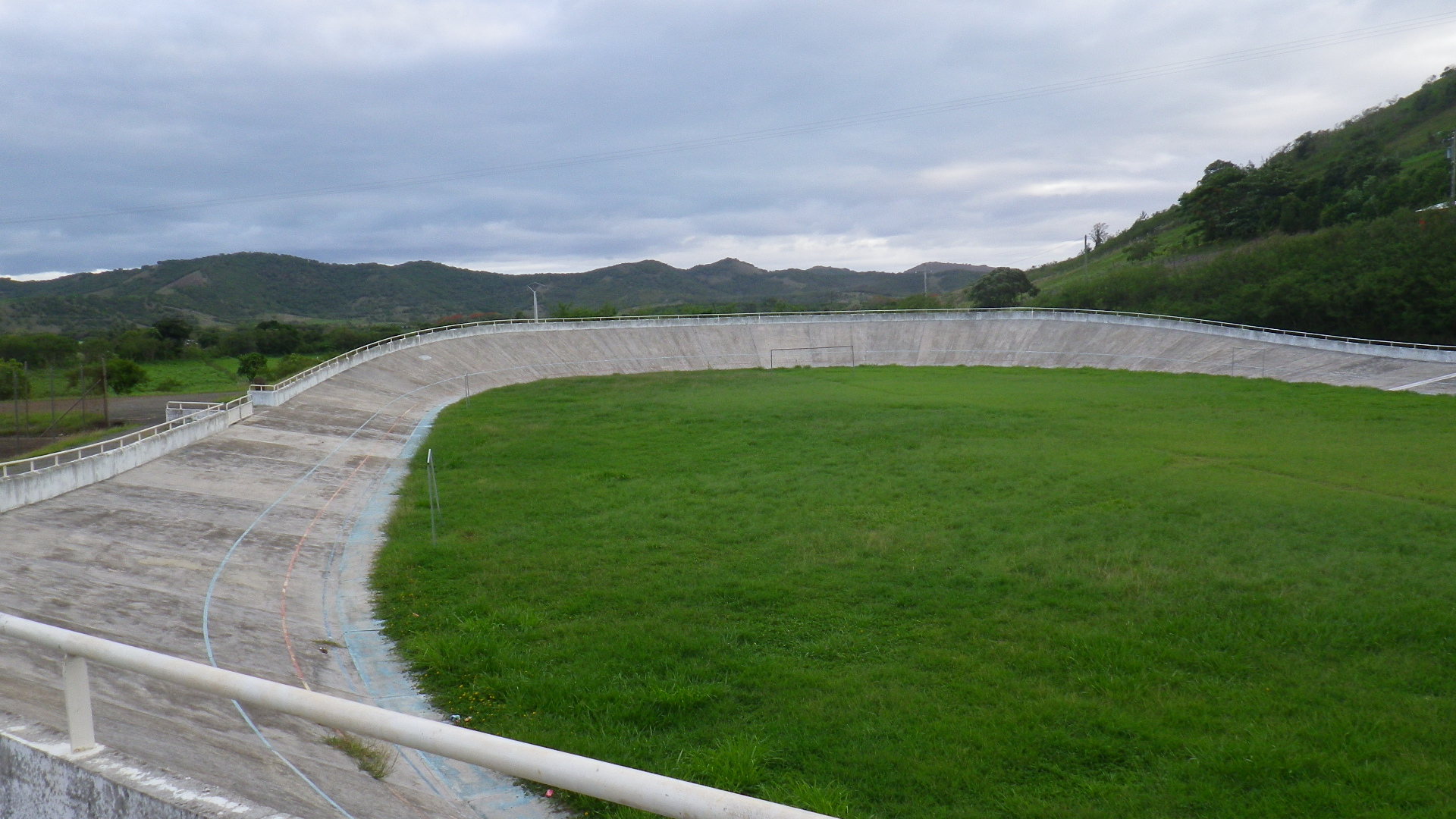
Vélodrome de Nessadiou.
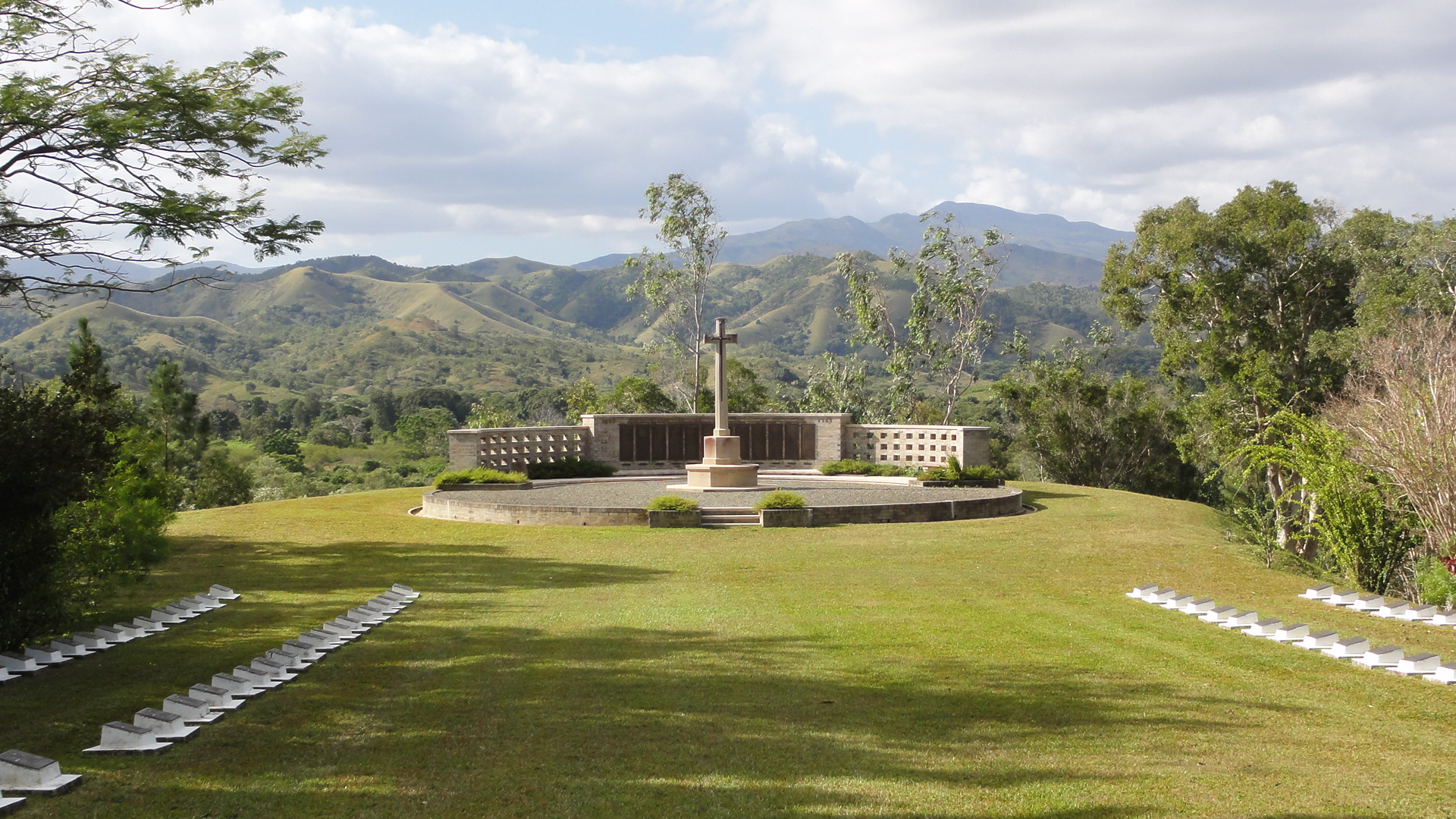
Cimetière Néo-Zélandais de Nessadiou.
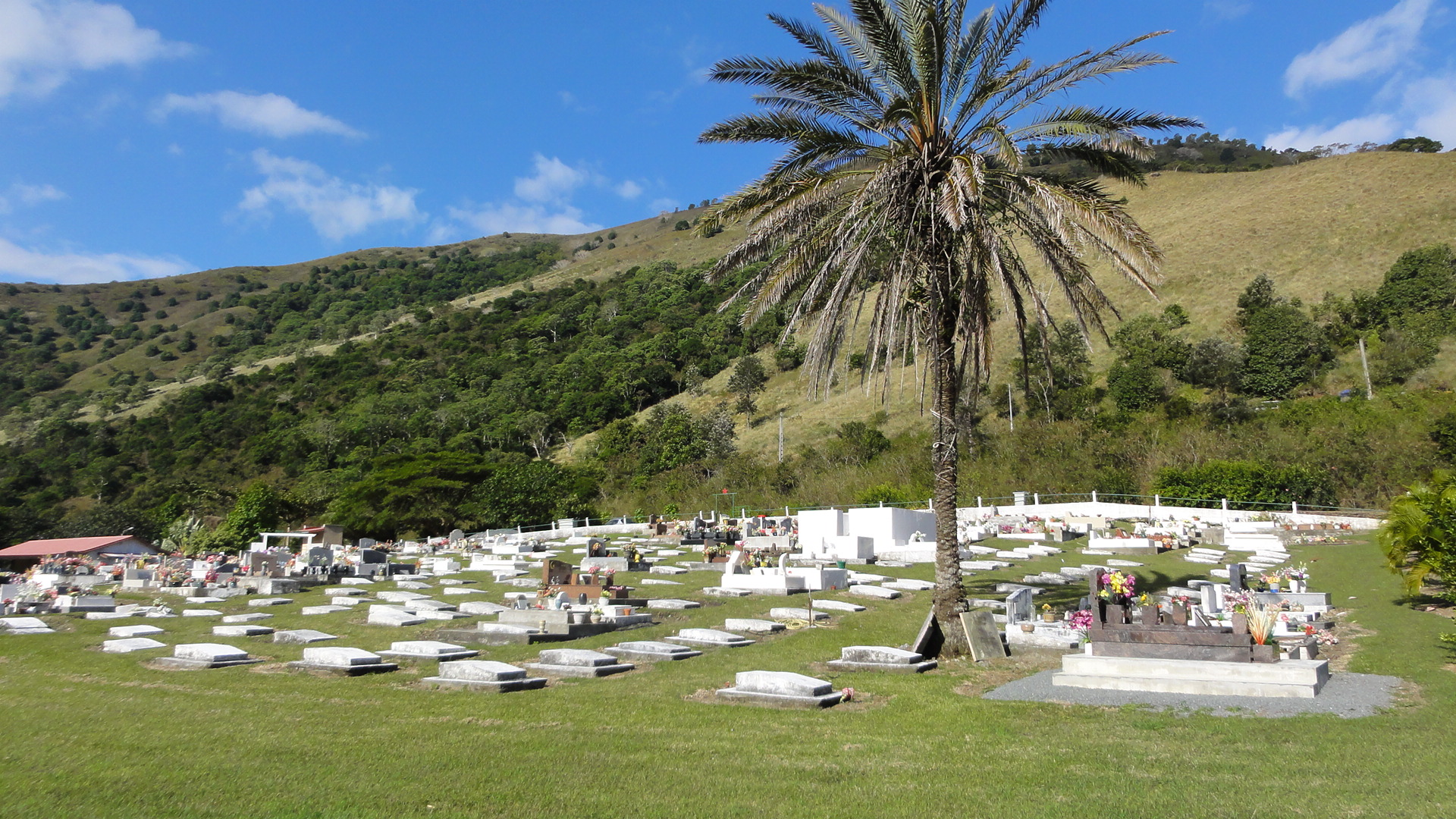
Cimetière des Arabes de Nessadiou.
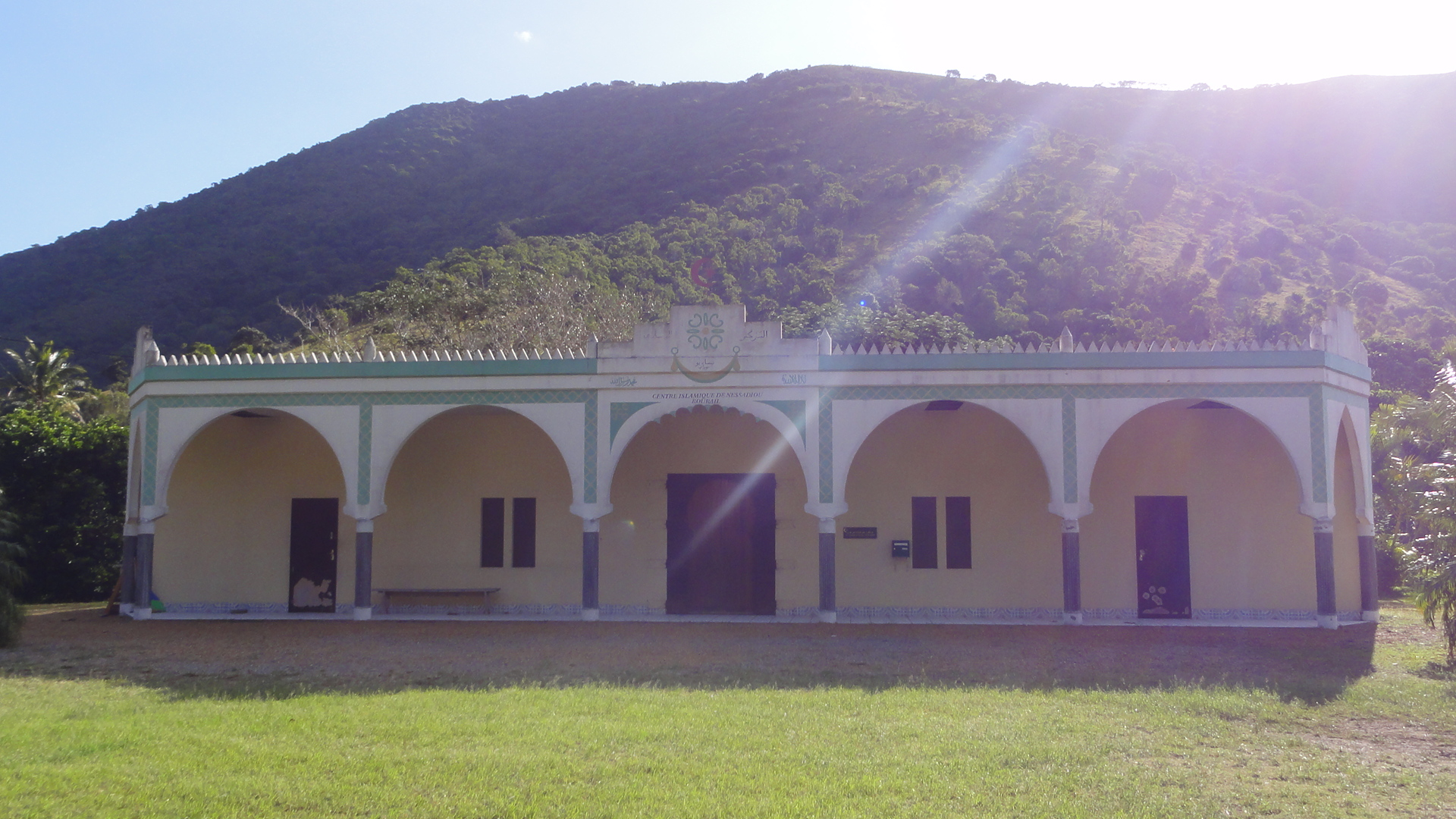
Centre culturel islamique de Nessadiou.